# 학습

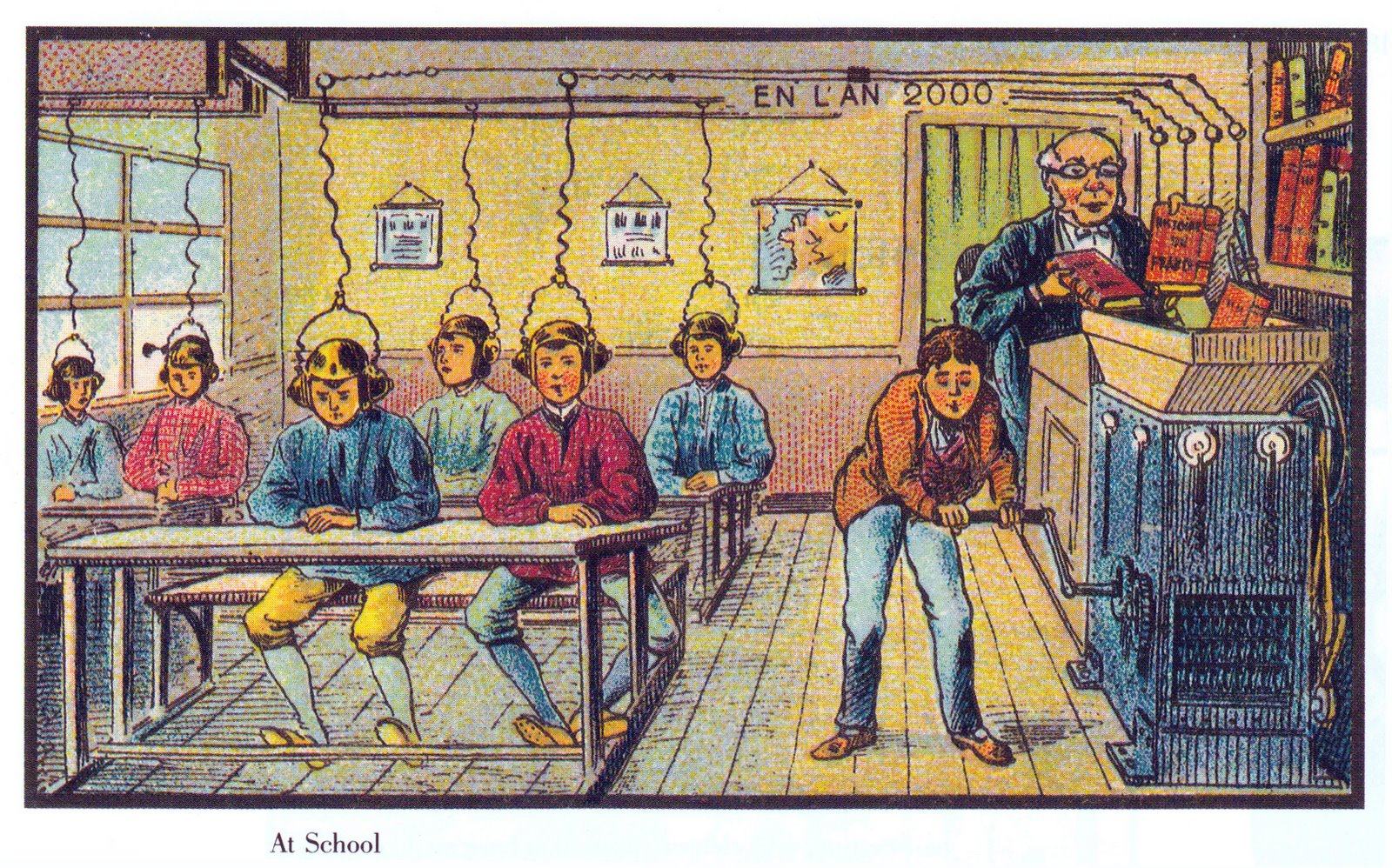
미래의 학교 상상도. (1901년 또는 1910년)

학습(學習, 영어: learning) 또는, 배움은 본능적인 변화인 성숙과는 달리, 직간접적 경험이나 훈련에 의해 지속적으로 자각하고, 인지하며, 변화시키는 행동 변화이다. 환경의 변화에 대한 생체의 일반적 적응과 신체적인 피로, 손상 등 일시적인 동기 부여 등에서 초래된 행동의 변화와는 구별된다. 학습과 공부가 대비되는 점은 학습이 외부적인 교육이나 현상에 대해 영향을 받는 데 비해 공부는 자발적인 면이 강하다. 미리 학습하는 학습은 예습(豫習)이라고 한다. 그리고 다시 학습하는것을 복습이라 한다. 현재 인공지능은 암기적 학습에 있어서 인간을 뛰어넘었지만 더 성장할수도 있다.
고전적 조건형성과 도구적 조건형성이 대표적인 예시이다. 따라서 학습한 문제와 비학습한 문제의 풀이는 큰 차이가 있을 수도 있다. 과거 서울대 본고사 문제도 그렇게 어려운 난이도는 아니었지만 당시 열악한 환경상 수재들도 낮은점수를 맞거나 적절한 점수 획득에 실패하여 입시에 떨어졌으며 고득점자들도 사실 좋은 집안에서 태어나 미리 학습이 가능했던 사람들이 있었다.

## 학습의 종류
발전된 기억의 기능적 분류는 다양하다. 일부 기억 연구자들은 관련된 자극 간의 관계(연관적 대 비연상적) 또는 내용이 언어를 통해 전달될 수 있는지 여부(선언적/명시적 대 절차적/암시적)에 따라 기억을 구별한다. 이러한 범주 중 일부는 하위 유형으로 분석될 수 있다. 예를 들어, 서술기억은 일화기억과 의미기억을 모두 포함한다.
- 습관화
- 각인
- 공간학습
- 연합 학습
- 인공지능의 학습
  - 지도학습
    - 예측과 분류

  - 비지도학습
    - 군집과 연관성

  - 강화 학습
    - 보상과 행위 강화
- 자기주도적 학습
  -     - 조작적 조건화
    - 고전적 조건형성
- 사회학습
  - 놀이
  - 문화화(문화전통)

## 주요한 인간의 학습
- 일화적 학습: 어떠한 사건의 결과로 발생하는 행동의 변화[3]
- 멀티미디어 학습: 청각적, 시각적 자극을 둘 다 이용하여 정보를 학습하는 과정 (Mayer 2001)
- 전자 학습 및 증강 학습: 컴퓨터 강화 학습을 가리키는데 사용하는 포괄적인 용어
- 암기 학습
- 유의미 학습: 학습된 지식이 다른 지식과 관계되는 정도로까지 완전히 이해되었다는 개념
- 비정형 학습
- 정형 학습
- 비형식 학습
- 대화적 학습: 대화에 기반한 학습
- 우발 학습(우연 학습): 선생이나 학생에 의해 계획되지 않고, 경험, 관찰, 자기고찰, 상호작용, 특별한 사건, 일반적인 일과 같은 다른 활동의 분산물로서 발생
- 능동 학습: 자신의 학습 경험을 통제할 때 발생
- 기계 학습:인공지능의 한 갈래로서 데이터로부터 학습할 수 있는 시스템에 대한 구성과 연구를 말한다. 이를테면, 기계 학습 시스템은 이메일 메시지가 스팸인지 스팸이 아닌지를 구별하기 위해 훈련을 받을 수 있다.

## 같이 보기
- 추론
- 학습 영역
- 학습지도
- 교육학
- 벼락치기 공부
- 성적 (교육)
- 탐구학습

## 참고 문헌
- Mayer, R.E. (2001). 《Multimedia learning》. New York: Cambridge University Press. ISBN 0-521-78749-1.